# Ben Burtt
Ben Burtt, właściwie Benjamin Burtt Jr. (ur. 12 lipca 1948 w Nowym Jorku) – amerykański dźwiękowiec i montażysta filmowy, a także reżyser i scenarzysta. Czterokrotny laureat Oscara – dwukrotnie został nagrodzony za „szczególne osiągnięcie w udźwiękowieniu” w filmach Gwiezdne wojny (1977) i Poszukiwacze zaginionej Arki (1981) oraz, również dwukrotnie za najlepszy montaż dźwięku do filmów E.T. (1982) i Indiana Jones i ostatnia krucjata (1989).
Znany z popularyzacji krzyku Wilhelma oraz opracowania wielu ikonicznych dźwięków ze świata Gwiezdnych wojen takich jak m.in. wycie miecza świetlnego, oddech Dartha Vadera czy odgłosy wydawane przez droida R2-D2.

## Filmografia

### jako dźwiękowiec
- 1975: Wyścig śmierci 2000
- 1977: Gwiezdne wojny: część IV – Nowa nadzieja
- 1978: Inwazja łowców ciał
- 1979: Amerykańskie graffiti 2
- 1980: Gwiezdne wojny: część V – Imperium kontratakuje
- 1981: Poszukiwacze zaginionej Arki
- 1982: E.T.
- 1983: Gwiezdne wojny: część VI – Powrót Jedi
- 1984: Indiana Jones i Świątynia Zagłady
- 1984: Andre i Wally
- 1986: Nutcracker
- 1986: Niagara: Miracles, Myths and Magic
- 1988: Willow
- 1989: Indiana Jones i ostatnia krucjata
- 1989: Na zawsze
- 1990: Blue Planet
- 1990: The True Story of Glory Continues
- 1999: Gwiezdne wojny: część I – Mroczne widmo
- 2002: Gwiezdne wojny: część II – Atak klonów
- 2005: Gwiezdne wojny: część III – Zemsta Sithów
- 2005: Monachium
- 2008: WALL·E
- 2008: BURN-E
- 2009: Star Trek
- 2011: Super 8
- 2012: Eskadra 'Czerwone Ogony'
- 2012: Lincoln
- 2013: W ciemność. Star Trek
- 2014: Sygnał
- 2015: Gwiezdne wojny: Przebudzenie Mocy
- 2019: Star Wars Jedi: Upadły zakon[4]

## Nagrody
- Nagroda Akademii Filmowej
  - Nagroda za szczególne osiągnięcie w udźwiękowieniu: 1978 Gwiezdne wojny
  - 1982 Poszukiwacze zaginionej Arki
  - Najlepszy montaż dźwięku: 1983 E.T.
  - 1990 Indiana Jones i ostatnia krucjata